# Université de l'École de médecine du Nord de l'Ontario
L'Université de l'École de médecine du Nord de l'Ontario ou l'Université de l'EMNO est une université de médecine francophone située dans la province canadienne de l'Ontario. Il a pour mandat à la fois de former les médecins et de contribuer aux soins dans les communautés urbaines, rurales et éloignées du Nord de l'Ontario, et possède des campus à Sudbury et à Thunder Bay. L'école a été créée à l'origine dans le cadre d'un partenariat entre l'Université Laurentienne de Sudbury et l'Université Lakehead de Thunder Bay, avant de devenir une université autonome en avril 2022,,.
La série médicale Hard Rock Medical sur TVOntario est vaguement basée sur ENMO.